# Torneo de Budapest 2018
El Gazprom Hungarian Open 2018 fue la segunda edición del Torneo de Budapest. El Open de Hungría, es operado por la Asociación de Tenis de Hungría y tuvo lugar en tierra batida del 23 al 29 de abril.

## Distribución de puntos
| Modalidad            | Campeón | Finalista | Semifinales | Cuartos de final | 2ª ronda | 1ª ronda | Clasificados | 2ª ronda de clasificación | 1ª ronda de clasificación |
| Individual masculino | 250     | 165       | 100         | 50               | 25       | 0        | 13           | 7                         | 0                         |
| Dobles masculino     | 250     | 150       | 90          | 45               | 20       | 0        | -            | -                         | -                         |

## Cabezas de serie

### Individuales masculino
| Tenista            | Ranking | Preclasificado |
| Lucas Pouille      | 11      | 1              |
| Damir Džumhur      | 31      | 2              |
| Richard Gasquet    | 34      | 3              |
| Denis Shapovalov   | 45      | 4              |
| Aljaž Bedene       | 58      | 5              |
| Márton Fucsovics   | 59      | 6              |
| Jan-Lennard Struff | 61      | 7              |
| Andreas Seppi      | 63      | 8              |

- Ranking del 16 de abril de 2018.[2]

### Dobles masculino
| Tenista                          | Ranking | Preclasificado |
| Nikola Mektić Alexander Peya     | 61      | 1              |
| Ben McLachlan Jan-Lennard Struff | 77      | 2              |
| Max Mirnyi Philipp Oswald        | 77      | 3              |
| Matwé Middelkoop Andrés Molteni  | 80      | 4              |

## Campeones

### Individual masculino
Marco Cecchinato venció a  John Millman por 7-5, 6-4

### Dobles masculino
Dominic Inglot /  Franko Škugor vencieron a  Matwé Middelkoop /  Andrés Molteni por 6-7(8-10), 6-1, [10-8]